# Ypiranga Futebol Clube (São Francisco do Sul)
O Ypiranga Futebol Clube é clube de futebol de futebol de São Francisco do Sul, cidade do litoral norte de Santa Catarina. 
Fundado em 29 de julho de 1924, o Ypiranga, usa as cores verde e amarelo, atuou em competições profissionais até 1970 e conquistou o Campeonato Catarinense de Futebol em 1940, além da conquista do título estadual, o Ypiranga também teve o artilheiro do Campeonato Catarinense de 1940: Bujão, autor de três gols, mesmo número que Saul, do Avaí. Atualmente a equipe atua no futebol amador em competições das categorias Amador Adulto promovidas pela Liga Desportiva Francisquense onde é filiada, Amador Veterano em amistosos aos sábados e Amador Master (Cinquentão) em competições promovidas de forma independente pela região.

## Títulos
- 1 Campeonato Catarinense de Futebol da FCF (oficial) - 1940;
- 1 Campeonato Catarinense de Futebol da ACD (não oficial) - 1936;
- 3 Campeonatos do Norte Catarinense - 1941, 1957 e 1960;
- 2 Campeonatos Citadinos da Liga Joinvilense de Futebol - 1948 e 1949;
- 2 Campeonatos da 1ª Divisão da Liga Francisquense de Futebol - 1994 e 2007;
- 2 Campeonato Cinquentão da Liga Desportiva Francisquense - 2015 e 2018
- 1 Campeonato da 1ª Divisão da Liga Desportiva Francisquense - 2018